# Віковий дуб (Запоріжжя)
Вікови́й дуб — ботанічна пам'ятка природи місцевого значення в Україні. Розташована на території міста Запоріжжя, на острові Хортиця (територія Наукового містечка). 
Площа 0,05 га. Статус присвоєно згідно з рішенням Запорізького облвиконкому від 24.05.1972 року № 206. Перебуває у віданні: ЦНІПТІМЕЖ.